# Fed Cup 2012 Wereldgroep II play-offs
De Fed Cup 2012 Wereldgroep II play-offs vormden een naspel van de Fed Cup 2012, waarin promotie en degradatie tussen enerzijds de Wereldgroep II en anderzijds de regionale zones werden bevochten.
De wedstrijden werden gespeeld op 21 en 22 april 2012.

## Reglement
De vier verliezende teams van de Wereldgroep II en vier, door het ITF Fed Cup comité aangewezen, winnaars uit de drie regionale zonegroepen 1 nemen aan dit naspel deel. Het ITF Fed Cup comité bepaalt welke vier landen geplaatst worden, aan de hand van de ITF Fed Cup Nations Ranking. Hun tegenstanders worden door loting bepaald. Welk land thuis speelt, hangt af van hun vorige ontmoeting (om de andere), dan wel wordt door loting bepaald als zij niet eerder tegen elkaar speelden. Een landenwedstrijd bestaat uit (maximaal) vijf "rubbers": vier enkelspelpartijen en een dubbelspelpartij. Het land dat drie "rubbers" wint, is de winnaar van de landenwedstrijd. De vier winnende landen plaatsen zich voor de Fed Cup Wereldgroep II in het jaar erop. De vier verliezende landen zullen in het volgend jaar deelnemen in groep 1 van hun regionale zone.

## Deelnemers
In 2012 namen de volgende acht landen deel aan de Wereldgroep II play-offs:
- Argentinië (won van Colombia in de Amerikaanse zone)
- China (won van Kazachstan in de Aziatisch/Oceanische zone)
- Groot-Brittannië (won van Oostenrijk in de Europees/Afrikaanse zone)
- Zweden (won van Polen in de Europees/Afrikaanse zone)
- Wit-Rusland (verloor van de Verenigde Staten in de Wereldgroep II)
- Zwitserland (verloor van Australië in de Wereldgroep II)
- Frankrijk (verloor van Slowakije in de Wereldgroep II)
- Slovenië (verloor van Japan in de Wereldgroep II)

## Plaatsing, loting en uitslagen
| locatie           | ondergrond    | thuisspelend land | uitslag | uitspelend land  |
| ----------------- | ------------- | ----------------- | ------- | ---------------- |
| Besançon          | hardcourt (i) | Frankrijk (1)     | 5-0     | Slovenië         |
| Yverdon-les-Bains | hardcourt (i) | Zwitserland (2)   | 4-1     | Wit-Rusland      |
| Borås             | hardcourt (i) | Zweden (3)        | 4-1     | Groot-Brittannië |
| Buenos Aires      | gravel        | Argentinië (4)    | 4-1     | China            |

### Vervolg
- Frankrijk en Zwitserland handhaafden hun niveau, en bleven in de Wereldgroep II.
- Zweden en Argentinië promoveerden van hun regionale zone in 2012 naar de Wereldgroep II in 2013.
- Groot-Brittannië en China wisten niet te ontstijgen aan hun regionale zone.
- Slovenië en Wit-Rusland degradeerden van de Wereldgroep II in 2012 naar hun regionale zone in 2013.